# Jaderná elektrárna Susquehanna
Jaderná elektrárna Susquehanna (anglicky Susquehanna nuclear power plant) je provozní jaderná elektrárna ve Spojených státech. Nachází se v Luzerne County u města Berwic ve státě Pensylvánie. Elektrárna byla pojmenována po stejnojmenné řece, na které leží. Elektrárnu vlastní a provozuje společnost Talen Energy. Původní hrubý výkon elektrárny byl 2200 MW, ale po modernizacích byl postupně zvýšen až na 2660 MW.

## Historie a technické informace

### Počátky
Již v roce 1967 probíhaly průzkumy možných nových jaderných elektráren podél řeky Susquehanna v oblasti kolem města Berwick v Pensylvánii. Ve stejném roce společnost Pennsylvania Power and Light Company, tehdejší majitel elektrárny, oznámila svůj záměr postavit jadernou elektrárnu, první jadernou elektrárnu, kterou měla vlastnit s výkonem mezi 800 a 1000 MW, asi 11 kilometrů od Berwicku. Společnost si také chtěla ponechat otevřenou možnost rozšíření elektrárny na 4000 MW. Ve stejném roce se společnost rozhodla elektrárnu definitivně postavit tak, aby mohla být uvedena do provozu v letech 1974/75.
Na elektrárnu byly podány celkem dvě nabídky; tlakovodní reaktor o výkonu 800 MW a varný reaktor o výkonu 1100 MW. Později bylo rozhodnuto o výstavbě rovnou dvou bloků a byl zvolen varný reaktor. Celkový výkon tak měl být 2200 MW. Přesný model reaktoru je BWR-4 251-764 od společnosti General Electric.

### Výstavba
Výstavba obou reaktorů začala 2. listopadu 1973. Zatímco jiné jaderné projekty v USA zpožďovaly plán, společnost Pennsylvania Power and Light Company dosáhla při výstavbě elektrárny úspory času. To však bylo způsobeno také tím, že umístění elektrárny neumožňovalo dopravu tlakové nádoby reaktoru lodí nebo železnicí. V důsledku toho musely být kontejnment a tlaková nádoba reaktoru svařeny na místě, a proto se nepoužila obvyklá stavební metoda pro jaderné elektrárny, ale elektrárna se stavěla po etapách, místo aby se celé sekce budovy dokončovaly jedna po druhé. Kromě cenových výhod to mělo výhody i pro konstrukci větších komponent, které bylo možné vyrábět pro oba reaktory současně. Pro zvedání velkých komponent do budov se používal příhradový jeřáb, který byl instalován na kruhu na zemi před budovami reaktorů.
Na konci prosince 1976 si společnost Pennsylvania Power and Light Company objednala první jádro ze dvou bloků za 155 milionů dolarů, které mělo pocházet od společnosti Anacona Sales, a také osm překládek mezi lety 1981 a 1985, které měly pocházet od společnosti Gulf Nuclear Fuels Corporation. V roce 1978 byl kvůli mírnému zpoždění ve výstavbě elektrárny termín dokončení odložen o rok, takže první blok měl být uveden do provozu v roce 1980 a druhý blok v roce 1981.
V roce 1980 bylo zahájení provozu opět odloženo kvůli zpoždění výstavby, takže se neočekávalo, že elektrárna zahájí provoz dříve než ve druhém čtvrtletí roku 1983. Původní očekávaná cena byla 500 milionů dolarů, ale konečná cena byla 3,5 miliardy v tehdejších cenách. Krátkou dobu společnost Pennsylvania Power and Light Company zvažovala, že dokončí pouze jeden blok, ale nakonec k tomuto rozhodnutí nedošlo a bylo rozhodnuto maximalizovat zisk, který elektrárna bude generovat.

### Uvedení do provozu
Dne 16. listopadu 1982 byl první blok poprvé synchronizován s elektrickou sítí a do komerčního provozu byl uveden 8. června 1983. Druhý blok následoval 3. července 1984 s první synchronizací sítě a do komerčního provozu byl uveden 12. února 1985.
Původní licence pro bloky byly uděleny v letech 1982 a 1983 a byly platné 40 let. V roce 2009 byly však NRC prodlouženy o dalších 20 let. První blok tak tedy může zůstat v provozu do roku 2042 a druhý do 2044.

### Okolní obyvatelstvo
NRC definuje dvě zóny havarijního plánování kolem jaderných elektráren. První o poloměru 16 kilometrů, která se týká především vystavení radioaktivní kontaminace vzduchu a poté druhou o poloměru 80 kilometrů, jež se zabývá kontaminací potravin a vody.
V srpnu 2010 NRC odhadla, že roční šance, že by zemětřesení mohlo poškodit aktivní zónu reaktoru v elektrárně, je přibližně 1 ku 76 923. Jedná se tak o reaktor s nejmenší šancí poškození aktivní zóny zemětřesením ve Spojených státech.

## Informace o reaktorech
| Reaktor       | Typ reaktoru  | Výkon   | Výkon   | Zahájení výstavby | Připojení k síti | Uvedení do provozu | Uzavření |
| Reaktor       | Typ reaktoru  | Čistý   | Hrubý   | Zahájení výstavby | Připojení k síti | Uvedení do provozu | Uzavření |
| ------------- | ------------- | ------- | ------- | ----------------- | ---------------- | ------------------ | -------- |
| Susquehanna-1 | BWR-4 251-764 | 1257 MW | 1330 MW | 2. 11. 1973       | 16. 11. 1982     | 8. 6. 1983         |          |
| Susquehanna-2 | BWR-4 251-764 | 1257 MW | 1330 MW | 2. 11. 1973       | 3. 6. 1984       | 12. 2. 1985        |          |